# Flussbäder in Leipzig

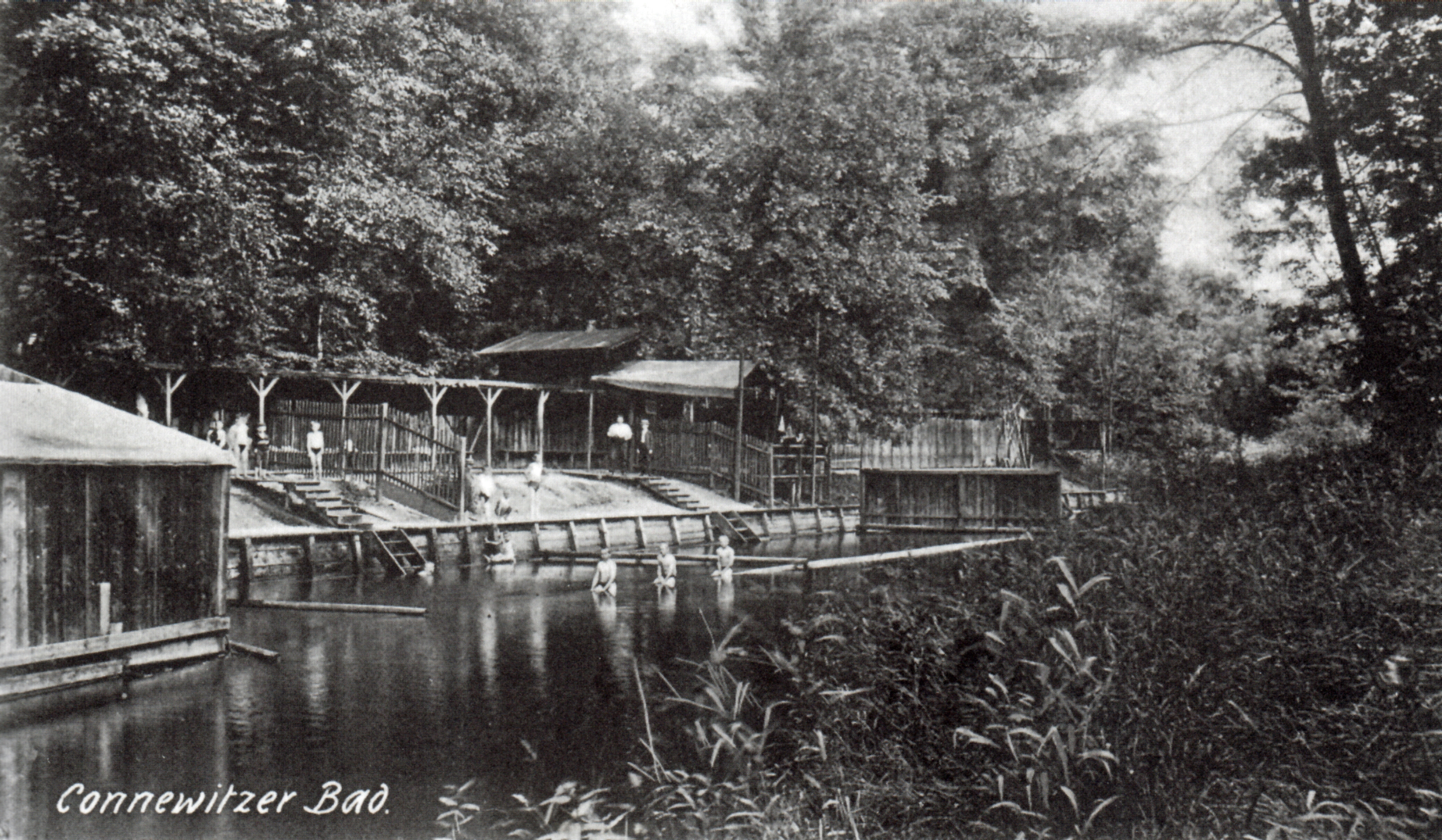
Das Flussbad an der Pleiße in Leipzig-Connewitz um 1920

Flussbäder in Leipzig gab es an den Leipziger Flüssen Elster, Pleiße, Parthe und Luppe. Vom Ende des 18. bis ins 20. Jahrhundert existierten in der Stadt und in den eingemeindeten Vororten insgesamt mehr als 25 dieser Einrichtungen.

## Geschichte
Als in der zweiten Hälfte des 18. Jahrhunderts das Baden in den Leipziger Flüssen immer beliebter wurde, erließ der Rat der Stadt zur Eindämmung der damit verbundenen Gefahren 1784 eine Badeordnung, die als offizieller Beginn der Leipziger Flussbäder angesehen werden kann. Es wurden drei sichere Badestellen ausgewiesen, deren Begrenzung durch Steinsäulen markiert war. Sie lagen am Elstermühlgraben am Rosental, an der Pleiße bei der Gohliser Mühle und an der Alten Pleiße bei der Saubrücke. 1809 kam noch eine vierte Stelle an der Parthe Richtung Schönefeld hinzu. Außerhalb dieser Stellen war das Baden nur unter Aufsicht eines Fischers gestattet.
Im 19. Jahrhundert entstanden außer den bisherigen Badeplätzen Flussbadeanstalten, die mehr Komfort boten. Meist war das gesamte Areal mit Brettern und Holzzäunen begrenzt. Die Badefläche war in der Regel sichtbar vom freien Gewässer abgeteilt. Treppen führten in die Schwimmer- und Nichtschwimmerbereiche, die durch schwimmende Balken voneinander getrennt waren. Der Uferrand des Bades war oft mit Bohlen verkleidet und es gab Sprungbretter und -türme. Es fanden sich auch überdachte hölzerne Umkleidemöglichkeiten und Aborte. Manche Flussbäder wurden im Frühsommer auf- und im Herbst wieder abgebaut.
Diese Bäder wurden zum Teil von Privatpersonen errichtet und betrieben. So übernahm 1844 der Apotheker Ludwig August Neubert die von Otto von Corvin zwei Jahre zuvor errichtete „Bade- und Schwimmanstalt“. Auch die vier Leipziger Mühlen beteiligten sich an dem Badegeschäft und schufen zum Teil sogar überdachte Bademöglichkeiten in ihrem Mühlgraben.
Der bauliche Eingriff in die Flussläufe sowie die zunehmende Industrialisierung Leipzigs und die damit einhergehende Verschmutzung der Flüsse bedeuteten, abgesehen von der ständigen Änderung des Angebots an Flussbädern, im ersten Drittel des 20. Jahrhunderts das endgültige Aus der Leipziger Flussbäder zugunsten von flussunabhängigen Freibädern.

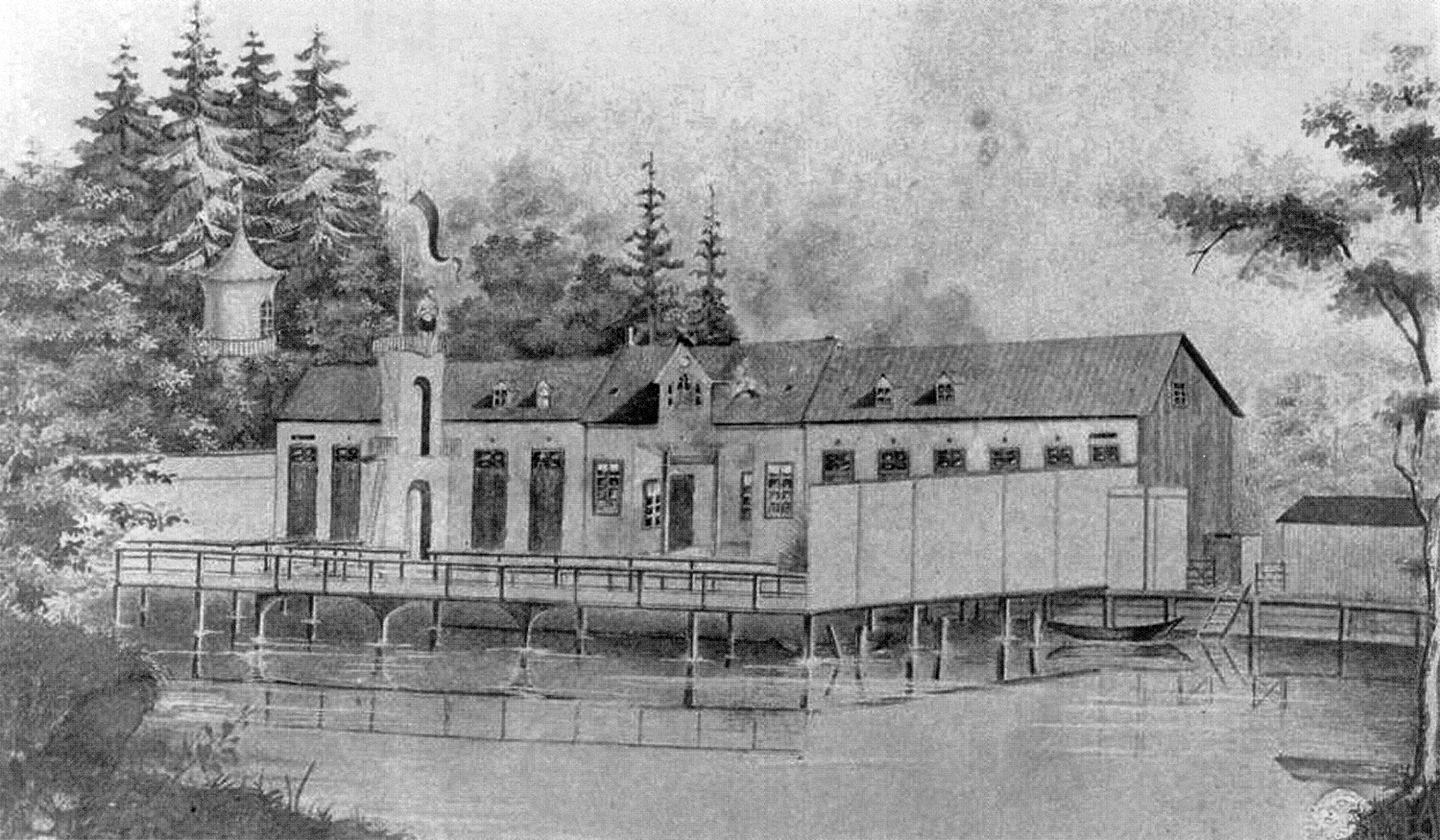
Neuberts Bade- und Schwimmanstalt um 1860
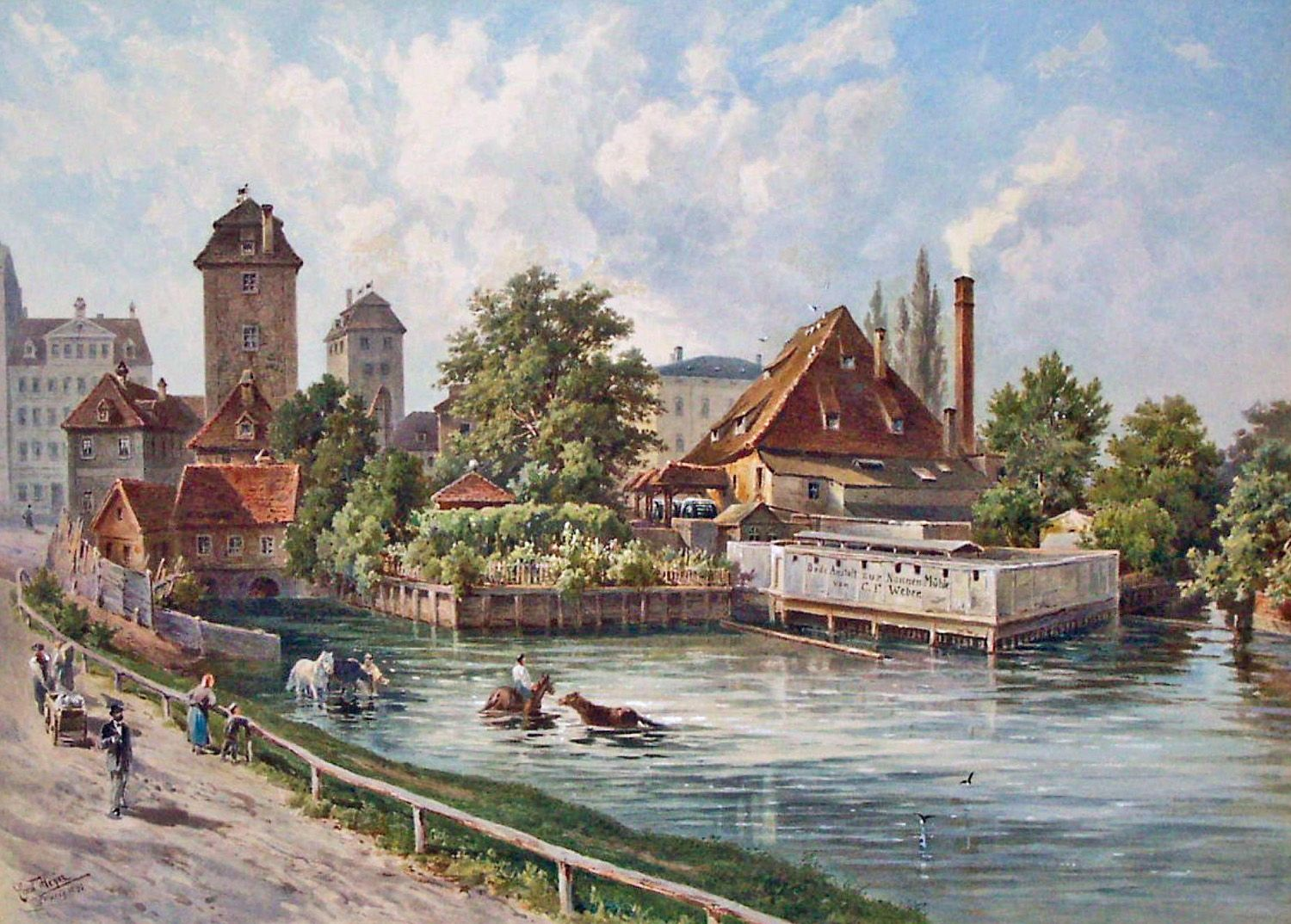
Das Bad an der Nonnenmühle um 1890
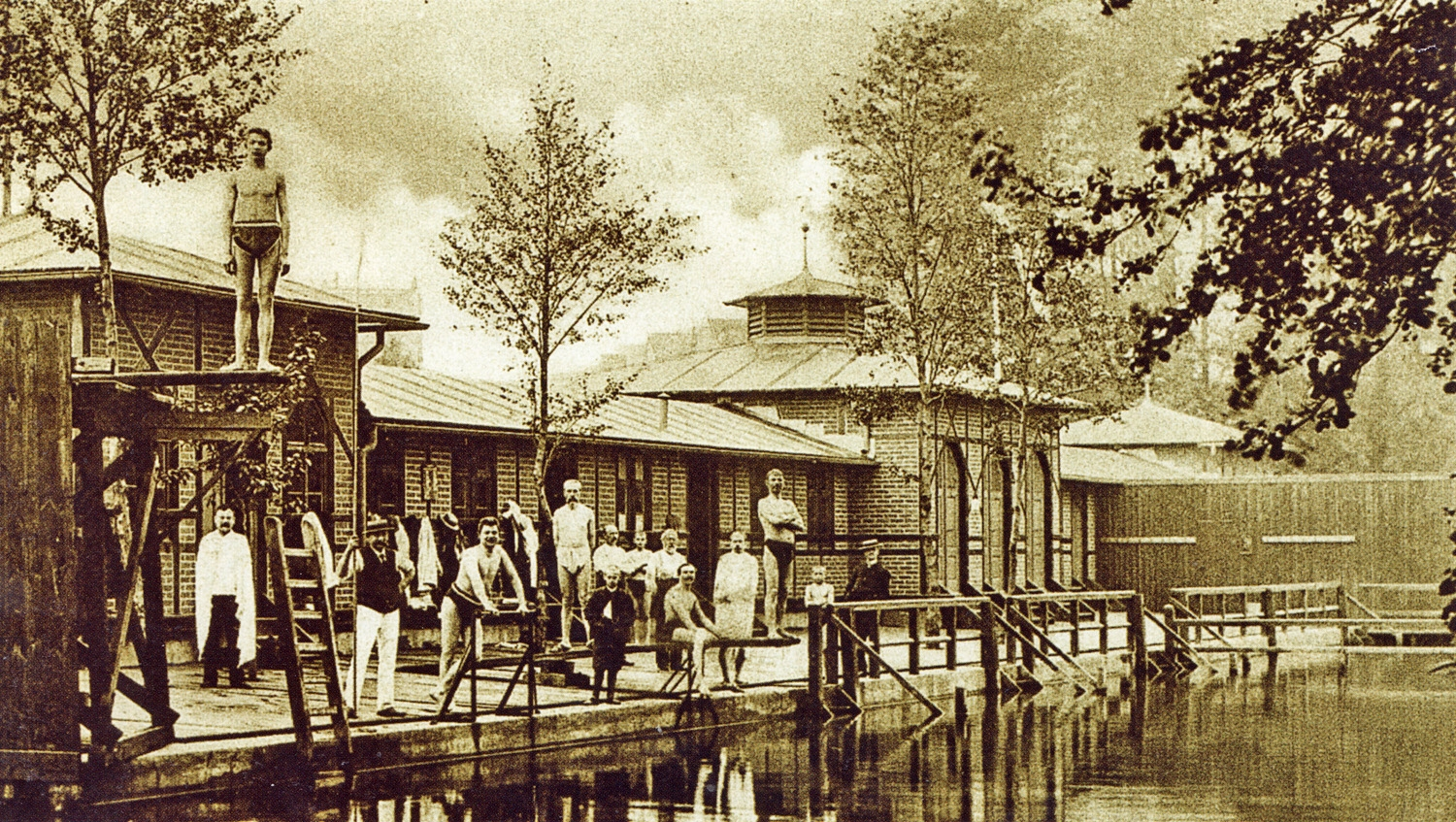
Das Gemeindebad Schönefeld um 1905
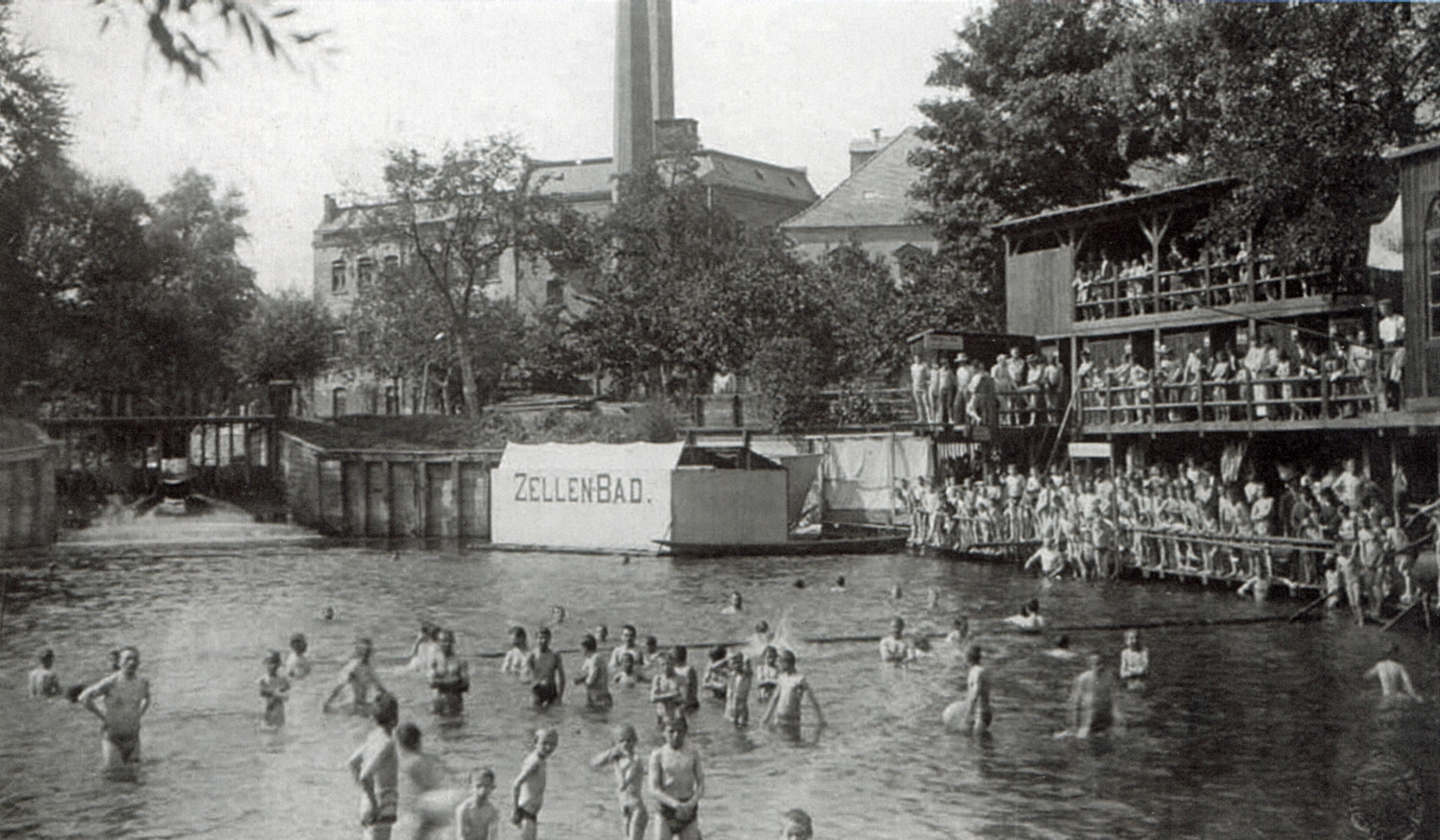
Das Flussbad in Lindenau um 1910
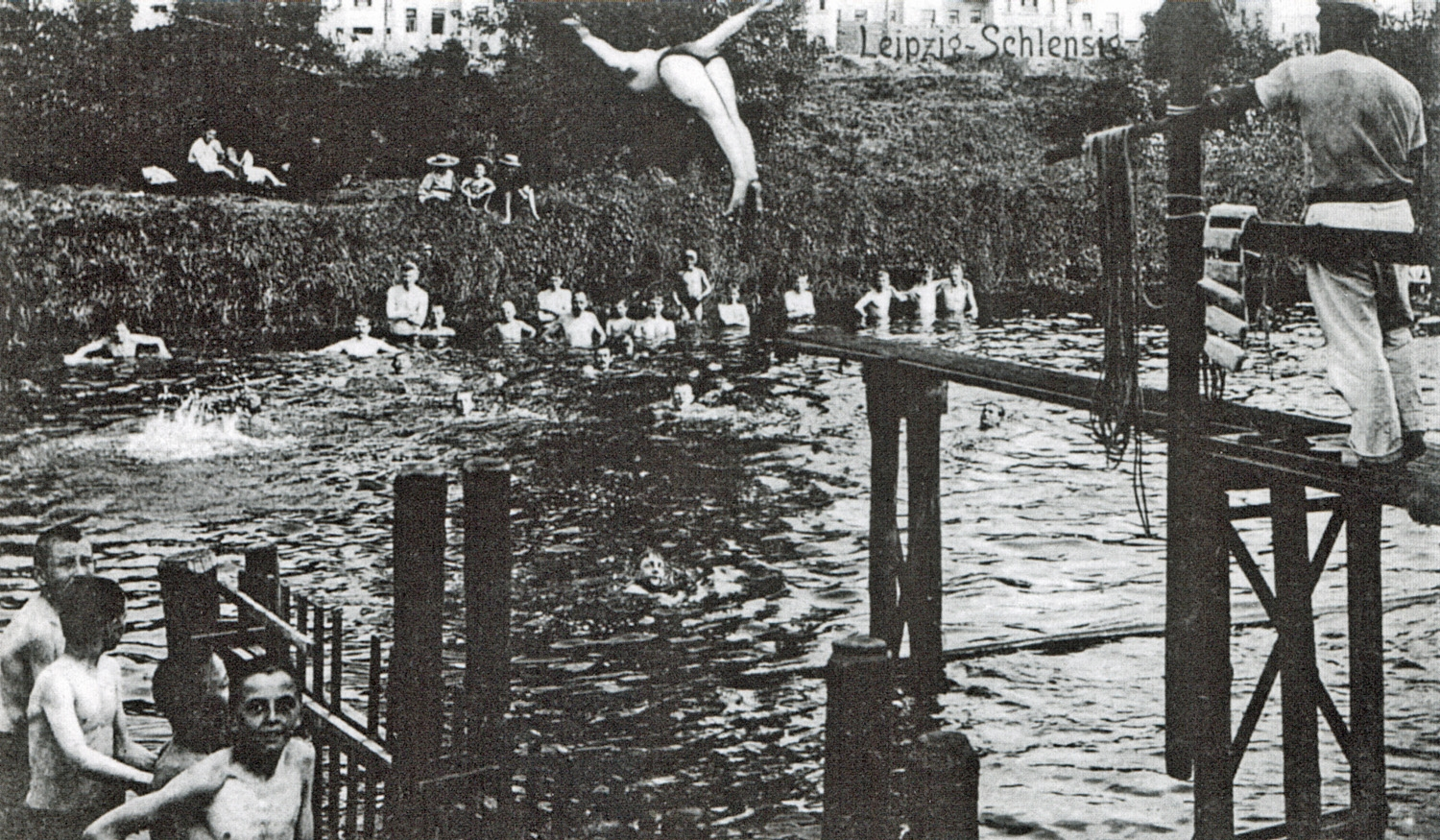
Das Elsterbad Kleinzschocher um 1920
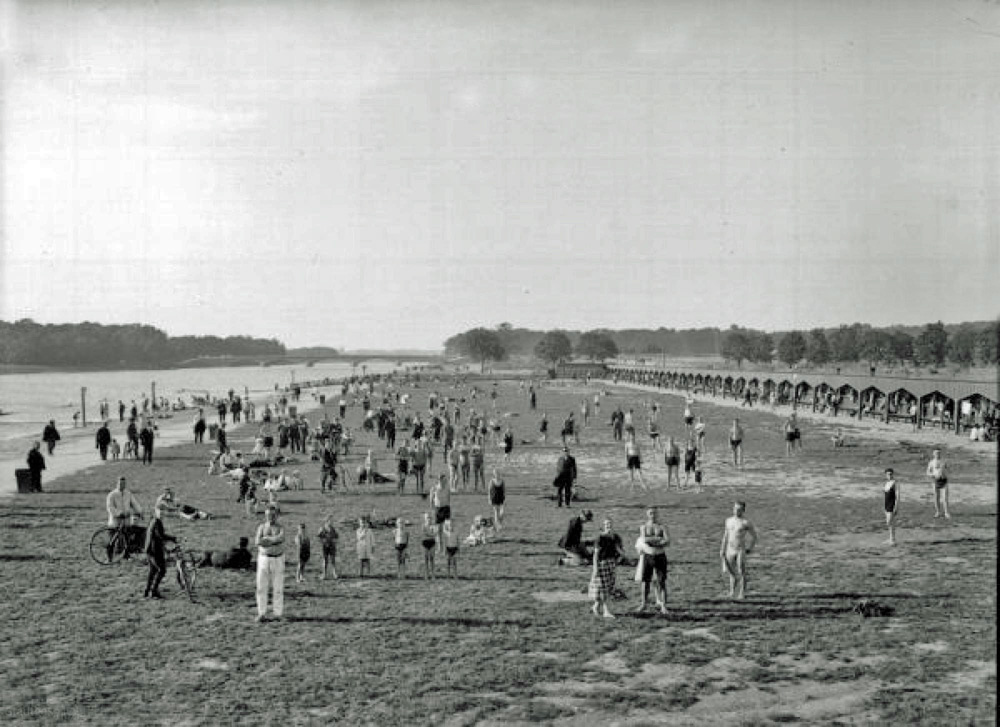
Bad am Elsterflutbecken um 1930

## Liste der Flussbäder
| Name                                              | Lage (heutige Straßenbezeichnungen)                                               | Nutzungszeit (zumeist ca.) | Bemerkungen |
| ------------------------------------------------- | --------------------------------------------------------------------------------- | -------------------------- | --- |
| Elsterbad am Rosental                             | am Elstermühlgraben, nahe dem heutigen Fregesteg                                  | 1784–1860                  | ca. 136 m Uferlänge, durch Steinsäulen markiert |
| Pleißebad                                         | an der Parthe (früher hier als Pleiße bezeichnet), nahe der Möckernschen Straße   | 1784–1840                  | ca. 85 m langer Uferstreifen, Steinsäulen-Markierung |
| Sauweidenbad an der Alten Pleiße                  | südlich des heutigen Pferderennbahngeländes, Schleußiger Weg                      | 1784–1860                  | ca. 400 m mit Steinsäulen markiertes Ufergelände |
| Parthebad hinterm Gerberwasser                    | an der Parthe südwestlich der Straße Am Gothischen Bad / Brandenburger Straße     | 1809–1840                  | 85 m Uferlänge, Steinsäulen-Markierung |
| Gerberbad                                         | an einem Arm der Parthe östlich der Gerberstraße                                  | 1830–1855                  | Zugang nur durch ein der Gerberinnung gehörendes Haus |
| Studentenbad                                      | Landspitze am Zusammenfluss von Elster und Parthe                                 | 1870–?                     | häufige Badeunfälle wegen Strudelbildung an der Flussmündung |
| Militärbad                                        | am rechten Elsterufer südlich der Heuwegbrücke                                    | 1877–1914                  | nur für Soldaten zugelassen, später an den Auensee verlegt |
| Bad in Gerhards Garten                            | an der Weißen Elster am westlichen Ende von Gerhards Garten,                      | 1836–?                     | Holzbau mit Blick-Schirmwänden, Boden je nach Wasserstand verstellbar, Umkleidekabinen                                                                                   |
| Bad an der Angermühle                             | am Elstermühlgraben, Jahnallee / Ecke Jacobstraße                                 | 1842–1859                  | Strom- und Wellenbad im Fluss, Dusch- und Regenbad im Haus überm Fluss                                                                                                   |
| Bad an der Barfußmühle                            | am Pleißemühlgraben, Dittrichring / Käthe-Kollwitz-Straße                         | 1850–1898                  | Badezellen |
| Bad an der Thomasmühle                            | am Pleißemühlgraben, Dittrichring / Gottschedstraße                               | 1840–1869                  | Strom- und Wellenbäder in Gebäude über dem Wasser |
| Badeanstalt zur Nonnenmühle                       | am Pleißemühlgraben, Harkort- / Karl-Tauchnitz-Straße                             | 1845–1890                  | mit Holz beplankte Badezellen über dem Fluss innerhalb eines Holzbalkengerüsts                                                                                           |
| Neuberts Bade- und Schwimmanstalt                 | am Elstermühlgraben, Elster- / Carl-Maria-von-Weber-Straße                        | 1842–1865                  | Badehaus (Entwurf Otto von Corvin), zweistöckiger Sprungturm, Abgrenzung durch Laufstege, Umkleidekabinen, Wannenbäder                                                   |
| Händels Bad                                       | an der Parthe, jetzt Gleisbereich südlich der Brandenburger Brücke                | 1853–1906                  | ab 1891 115×18 m-Becken mit entschlammtem Flusswasser, nur für Männer, Sprungturm, Einzel- und Gemeinschaftsumkleide, Liegewiese, Hundebad, Kassenhäuschen               |
| Gothisches Bad                                    | an der Parthe, Rackwitzer Straße / Adenauerallee                                  | 1878–1891                  | Badehaus im neugotischen Stil, Männer- und Damenbad, Liegewiesen, Kinderspielplatz, Kegelbahn, Tanzlokal                                                                 |
| Gemeindeflussbad Schönefeld                       | linkes Partheufer gegenüber jetzigem Sommerbad                                    | 1888–1929                  | Herren- und Damenbad, Sprungturm, Duschen, Schwimmschule, 101 Umkleidezellen, Umkleidehalle, ab 1909 auch Licht- und Sonnenbad, zuletzt Wasserverschlechterung           |
| Wilhelmsbad                                       | an der Überquerung der Parthe durch die Volbedingstraße                           | 1876–1889                  | Gesamtfläche nur 80 m², mit Gaststätte Wilhelmsbad |
| Mockauer Flussbad in der Parthe                   | an der Parthe, nördlich der Hilligerstraße                                        | 1910–?                     | Badehäuschen zum Umkleiden, Wiesen |
| Abtnaundorfer Flussbad                            | an der Parthe im Abtnaundorfer Park                                               | 1800–?                     | Badehäuschen, anfangs nur für die Schlossbesitzerfamile Frege, ab etwa 1900 öffentlich                                                                                   |
| Lindenauer Flussbad                               | an der Kleinen Luppe, am Westrand des Palmengartens                               | 1881–1940                  | 1700 m² durchflossene Badefläche, Schwimmer- und Nichtschwimmerabteilung, Sprungbretter, separates Zellenbad, dreistöckiger hölzerner Umkleidebau für 700 Personen       |
| Elsterbad Möckern                                 | rechtes Elsterufer, Nähe Reunigstraße                                             | 1868–1897                  | von Bretterpodesten umgebenes Becken, wegen schlechter Wasserqualität geschlossen, danach neues Bad auf Gegenseite des Flusses, dieses bis 1945                          |
| Badeanstalt des Vereins für Volksgesundung Gohlis | neben der Hängebrücke über die Parthe am Rosental                                 | 1926–1936                  | 80 m des Flusslaufs, 3 Einstiegstreppen, Dusche, Abort, Liegewiese |
| Flussbad Kleinzschocher                           | linkes Flussufer der Elster neben Limburger Steg                                  | 1900–1930                  | 220 m Badeufer, 2-m-Sprungturm, Holzplanken im Badebereich, offene Umkleidehallen                                                                                        |
| Gemeindebad Großzschocher                         | zwischen altem Mühlgraben und Elster, jetzt Kleingartenanlage Am Badeweg          | 1904–1945                  | ca. 800 m² am Elstermühlgraben, durch Holzbalken abgesichert, anfangs getrennt, später Familienbad                                                                       |
| Flussbad Knauthain                                | am Knauthainer Elstermühlgraben, Nähe Cocciusstraße                               | 1903–1936                  | 40×6 m, bis 2 m tief, Einstiegsleiter, 1-m-Sprungbrett, Kinderkrabbelbecken, Aborte, Umkleidekabinen                                                                     |
| Flussbad Knautkleeberg (Badeanstalt Festner)      | am Knauthainer Mühlgraben, Straße Am krummen Graben (ehem. Knautnaundorfer Mühle) | 1908–1931                  | erbaut von Müllerfamilie Festner, 45 m² Badefläche, Einstiegstreppe, hölzerne Uferbefestigung, ab 1915 Badehaus                                                          |
| Flussbad Dölitz                                   | am ehemaligen Pleißenwehr, heute agra-Park, Kreuzung B2 / Mühlpleiße              | 1910–1917                  | saisonale Uferbefestigung, jährliche Entschlammung |
| Flussbad Connewitz                                | am rechten Pleißenufer, im Waldgebiet Der Apitzsch                                | 1916–1926                  | 300 m² Badefläche, durch Lattenzaun getrenntes Männer- und Frauenbad, Einstiegsleitern überdachte Umkleidemöglichkeiten, ab 1927 an gleicher Stelle Connewitzer Waldbad. |
| Badeanstalt an der Zeppelinbrücke                 | Ostufer des Elsterflutbeckens nördlich der Zeppelinbrücke (Jahnallee)             | 1925–1935                  | 500 m² Badefläche, Reihe mit 40 halboffenen Umkleidehallen mit 600 Kleiderhaken, freier Eintritt                                                                         |